# Веллі-Сентер (Каліфорнія)
Веллі-Сентер (англ. Valley Center) — переписна місцевість (CDP) в США, в окрузі Сан-Дієго штату Каліфорнія. Населення — 10 087 осіб (2020).

## Географія
Веллі-Сентер розташоване за координатами 33°13′59″ пн. ш. 117°0′57″ зх. д. / 33.23306° пн. ш. 117.01583° зх. д. (33.233105, -117.015775).  За даними Бюро перепису населення США у 2010 році переписна місцевість мала площу 71,03 км², уся площа — суходіл.

## Демографія
Згідно з переписом 2010 року, у переписній місцевості мешкало 9277 осіб у 3000 домогосподарствах у складі 2389 родин. Густота населення становила 131 особа/км².  Було 3228 помешкань (45/км²).
Расовий склад населення:
| - 73,1 % — білих - 3,2 % — азіатів - 2,0 % — корінних американців - 0,9 % — чорних або афроамериканців - 0,2 % — вихідців з тихоокеанських островів - 16,0 % — осіб інших рас |

До двох чи більше рас належало 4,6 %. Частка іспаномовних становила 27,8 % від усіх жителів.
За віковим діапазоном населення розподілялося таким чином: 24,3 % — особи молодші 18 років, 63,2 % — особи у віці 18—64 років, 12,5 % — особи у віці 65 років та старші. Медіана віку мешканця становила 42,1 року. На 100 осіб жіночої статі у переписній місцевості припадало 100,0 чоловіків;  на 100 жінок у віці від 18 років та старших — 99,4 чоловіків також старших 18 років.
Середній дохід на одне домашнє господарство  становив 94 775 доларів США (медіана — 82 799), а середній дохід на одну сім'ю — 101 898 доларів (медіана — 89 567). Медіана доходів становила 52 351 долар для чоловіків та 43 917 доларів для жінок. За межею бідності перебувало 8,5 % осіб, у тому числі 11,1 % дітей у віці до 18 років та 1,8 % осіб у віці 65 років та старших.
Цивільне працевлаштоване населення становило 4683 особи. Основні галузі зайнятості: освіта, охорона здоров'я та соціальна допомога — 21,1 %, науковці, спеціалісти, менеджери — 15,9 %, роздрібна торгівля — 13,2 %, будівництво — 11,5 %.